# Triangle Film Corporation
Pour les articles homonymes, voir Triangle (homonymie).
Triangle Film Corporation (alias Triangle Pictures ou Triangle Motion Picture Company) était une importante société de production et de distribution de cinéma fondée en 1915 par Harry et Roy Aitken à Culver City en Californie. Elle fut imaginée comme une compagnie de prestige basée sur les capacités de production des réalisateurs D. W. Griffith, Thomas Ince et Mack Sennett.

## Historique

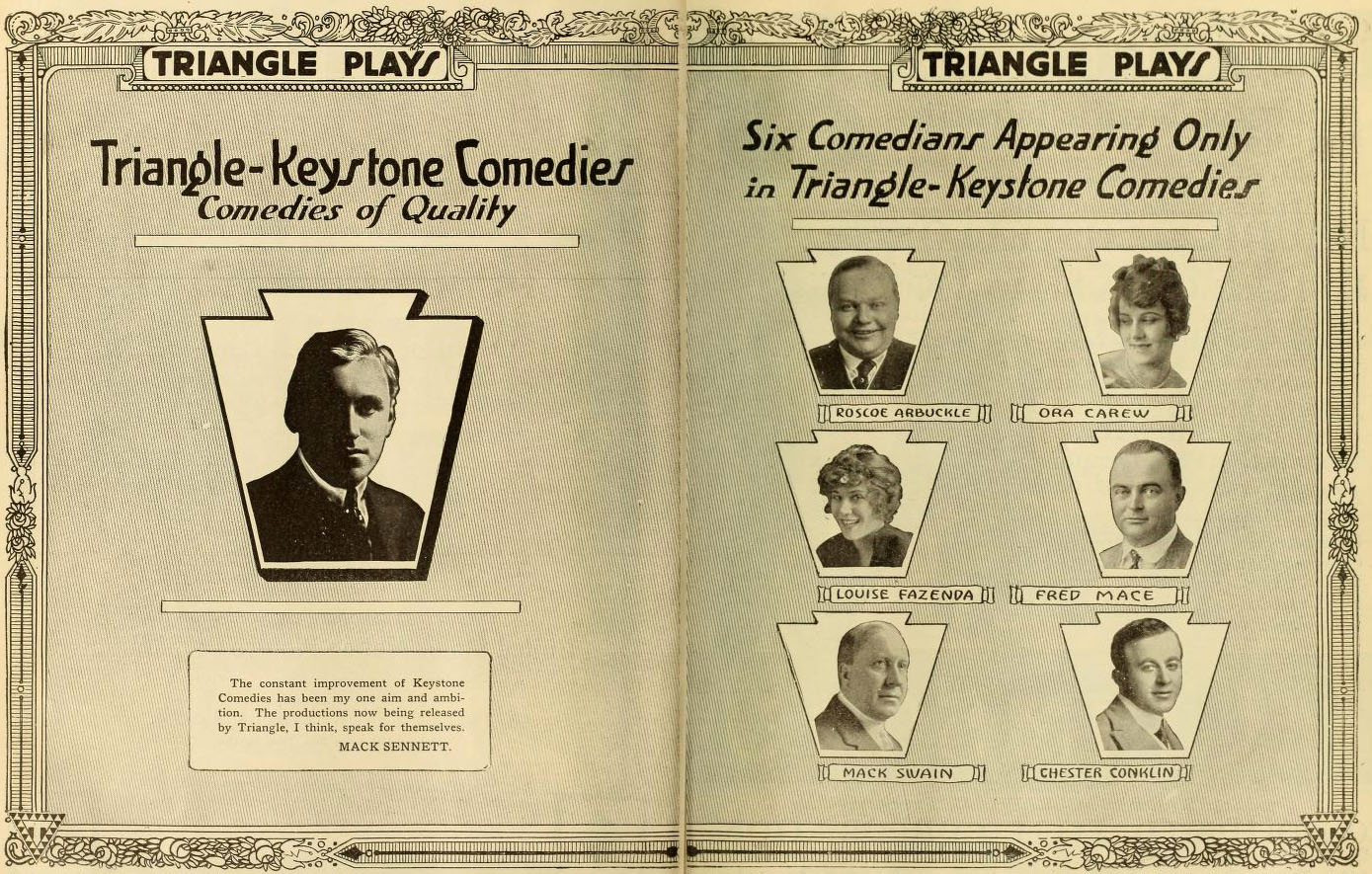
Publicité de 1916

Les deux frères fondateurs de la Triangle Film Corporation étaient des fermiers avant de se lancer dans l'industrie du cinéma, et furent des pionniers dans le Studio System de l'âge d'or d'Hollywood. Harry Aitken était également l'associé de Griffith au Reliance-Majestic Studios qui ont été incendiés par la Mutual Film Corporation à la suite du succès inattendu de Naissance d'une nation cette année-là, à cause du fait que le film a conduit à quelques émeutes dans les principales villes du nord en raison de son contenu aux propos raciaux.
Associant production, distribution et autres opérations dramaturgiques sous l'étiquette Triangle Film Corporation, les jeunes stars montantes ont fait naître le studio le plus dynamique d'Hollywood. Ce qui eut pour effet d'attirer beaucoup des plus grands réalisateurs et stars de l'époque comme Mary Pickford, Lillian Gish, Roscoe « Fatty » Arbuckle et Douglas Fairbanks. Le studio produisit ainsi les films les plus durables de l'ère du cinéma muet, depuis Keystone Cops à Naissance d'une nation. Les Triangle Studios occupent une grande parcelle de terrain à Culver City, futur studios de la MGM depuis vendus à Sony.
Finalement, la compagnie s'essouffla. En 1917, elle perdit trois de ses principaux producteurs. La Triangle Film Corporation déclina lentement, et en 1918 fit faillite, les studios furent vendus, engloutis par les compagnies émergentes. Le producteur Samuel Goldwyn racheta les studios pour le compte de Goldwyn Pictures Corporation.
Le 23 novembre 1915, Triangle Film Corporation ouvrit un cinéma à Massillon, en Ohio, le Lincoln Theater. Ce Cinéma est encore en activité et appartient au Massillon Lion's Club. Il a été soigneusement restauré à l'image de ce qu'il était du temps de sa gloire et est désormais un monument de l'âge d'or du cinéma. Un festival de cinéma dédié à Dorothy et Lillian Gish s'y tient chaque année.

## Filmographie

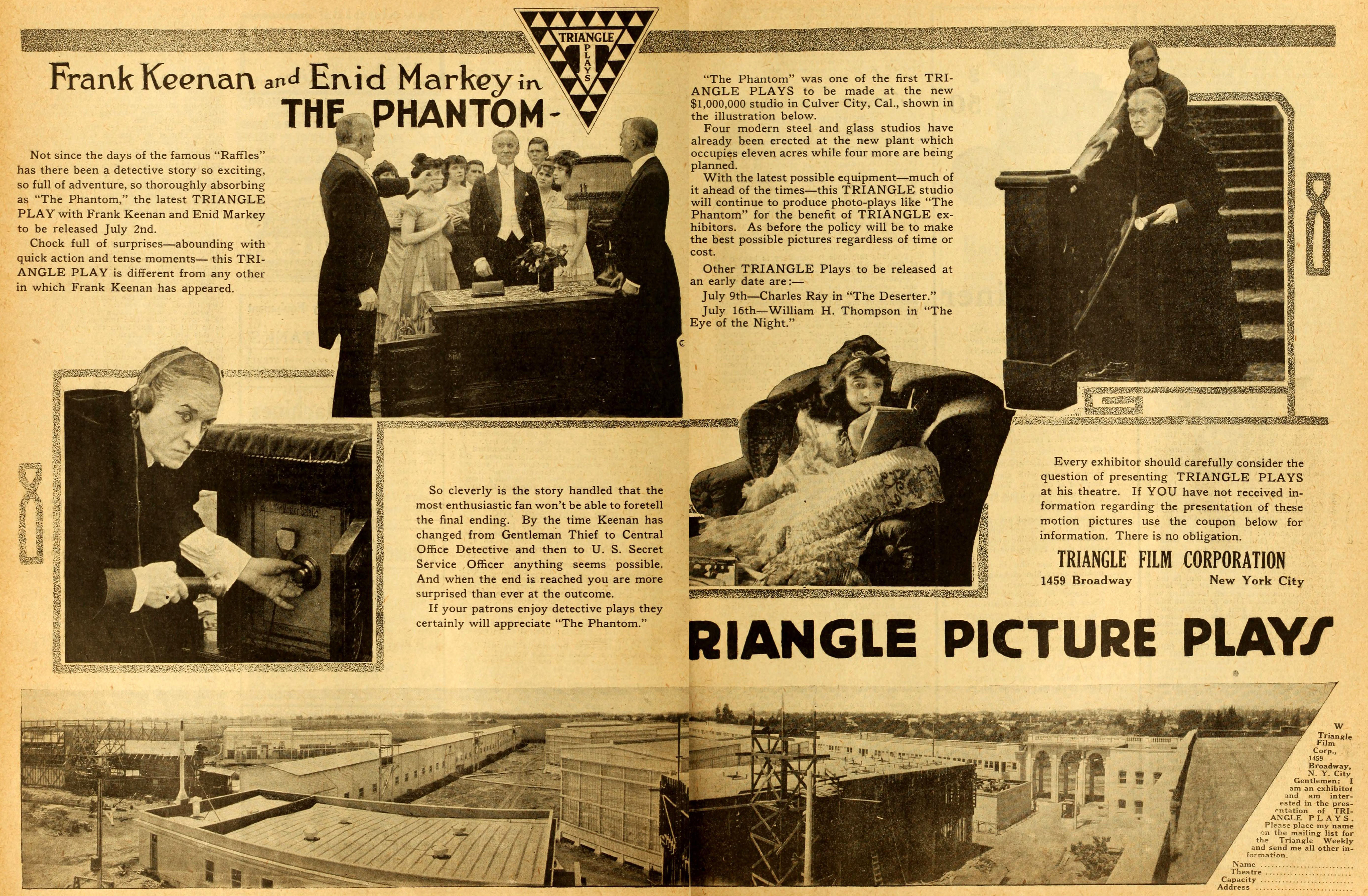
The Phantom (1916)
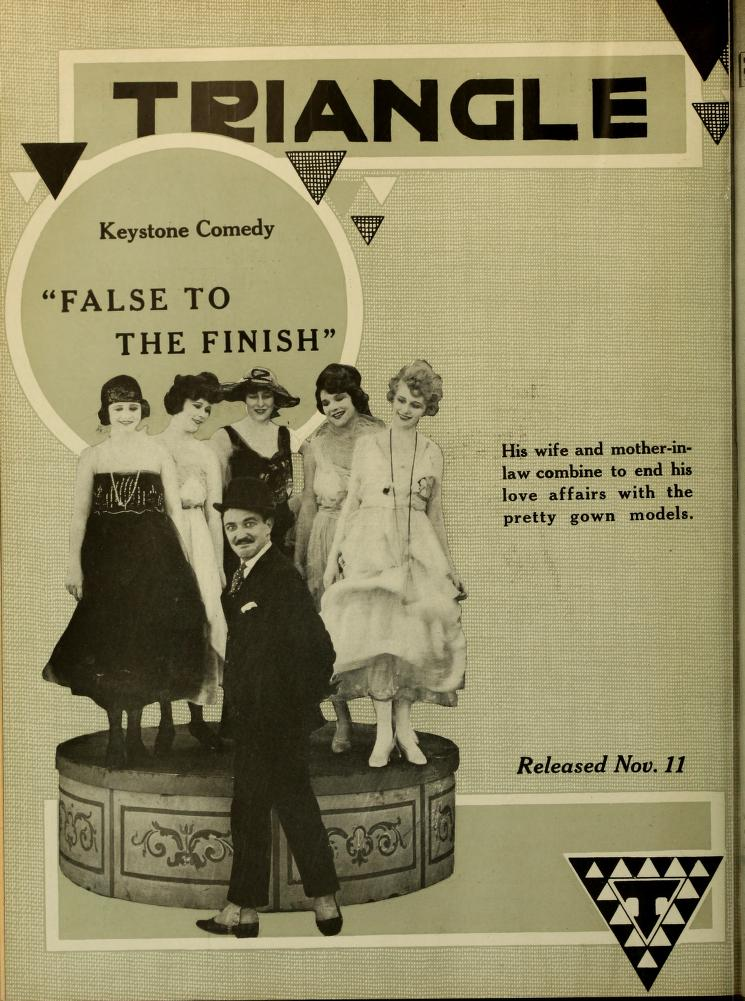
False to the Finnish (1917)
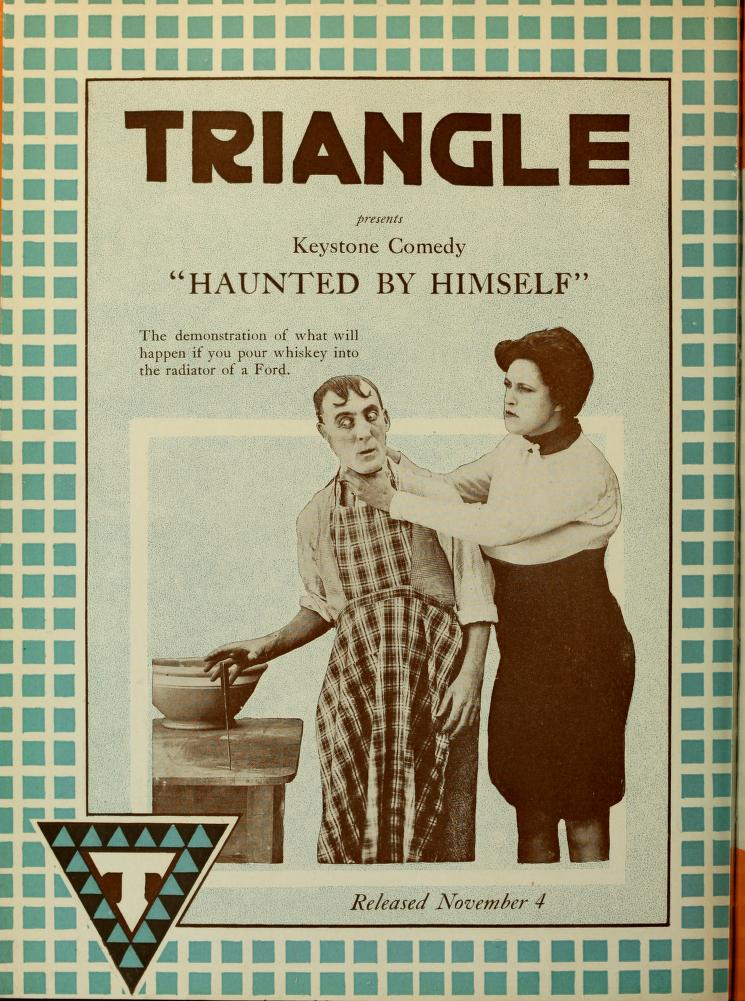
Haunted by Himself (1917)
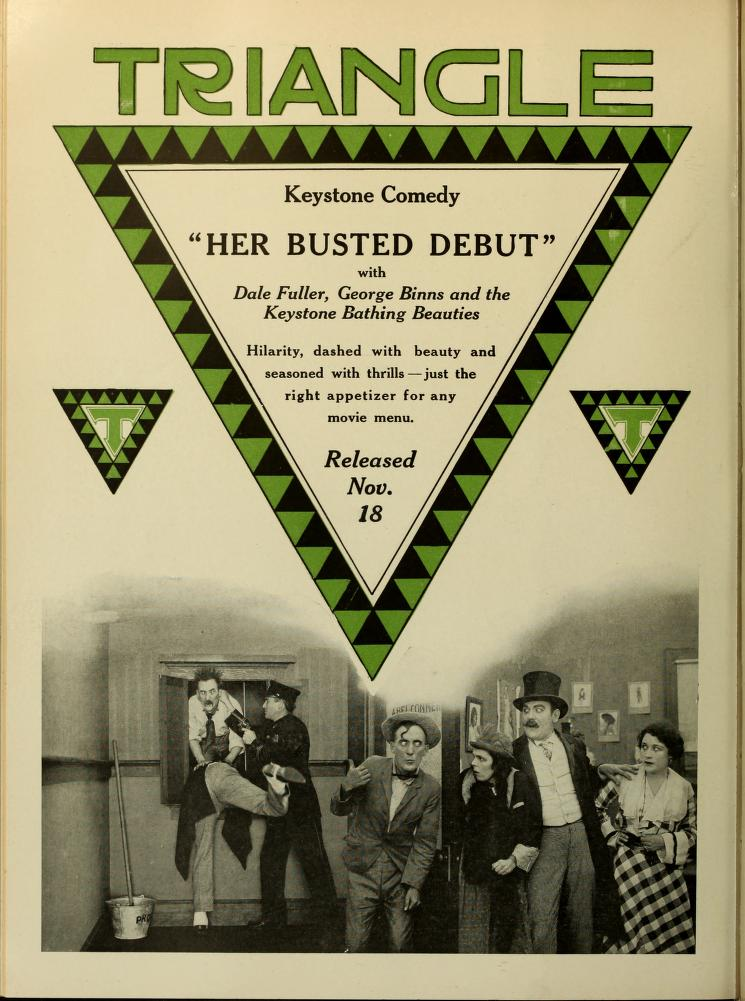
Her Busted Debut (1917)
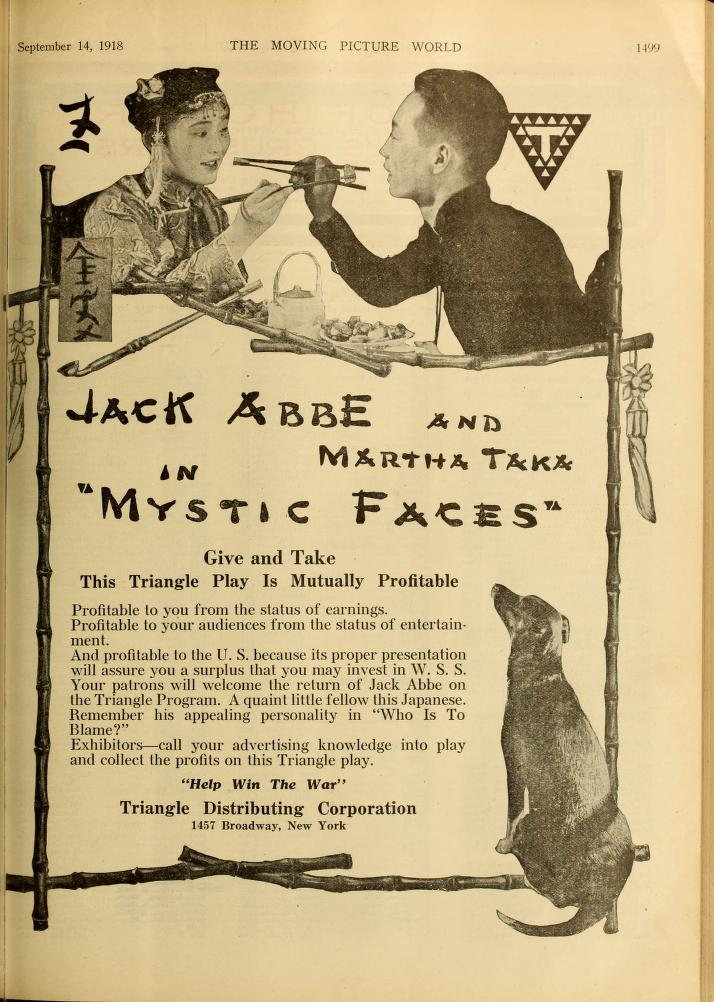
Mystic Faces (1918)
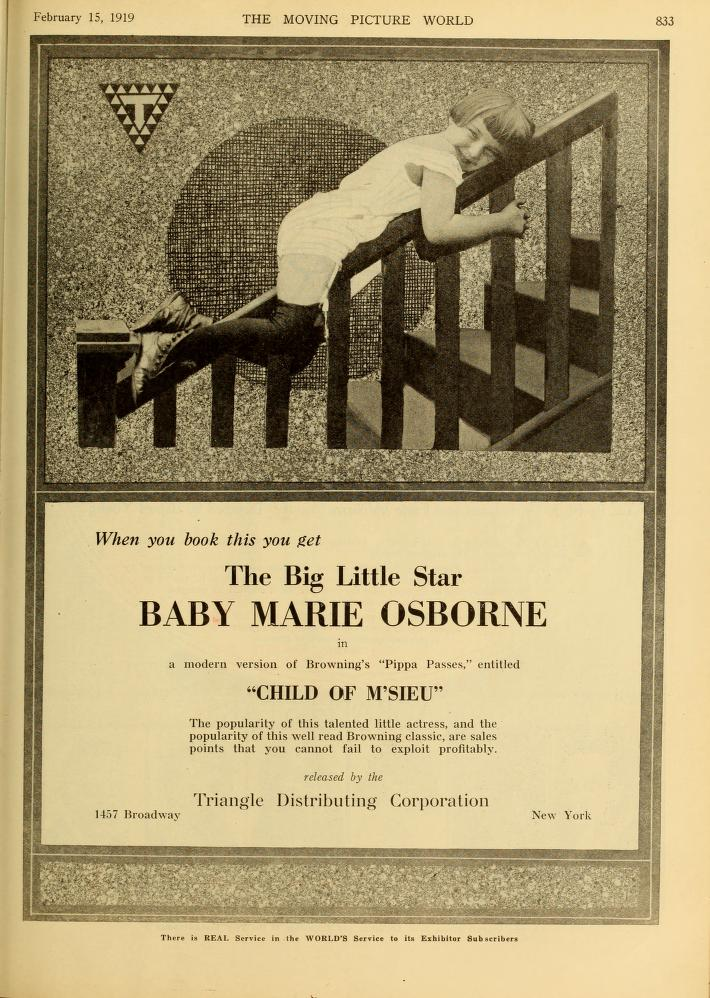
Child of M'sieu (1919)

La Triangle Film Corporation réunit en fait plusieurs sociétés de production, qui seront distribuées par Triangle Distributing Corporation ou une de ses autres appellations :
- Reliance-Majestic Motion Picture Company, distribuées notamment sous la marque  Triangle-Fine Arts
- New York Motion Picture Corporation, distribués notamment sous la marque Triangle-Kay Bee
- Keystone Film Company, distribués notamment sous la marque Triangle-Keystone

## Source
- (en) Cet article est partiellement ou en totalité issu de l’article de Wikipédia en anglais intitulé « Triangle Film Corporation » (voir la liste des auteurs).